# Weston (Texas)
Weston es una ciudad ubicada en el condado de Collin, Texas, Estados Unidos. Tiene una población estimada, a mediados de 2022, de 370 habitantes.

## Geografía
La localidad está ubicada en las coordenadas 33°19′48″N 96°39′57″O / 33.33000, -96.66583 (33.330038, -96.665863). Según la Oficina del Censo de los Estados Unidos, tiene una superficie total de 11.71 km², de la cual 11.62 km² corresponden a tierra firme y 0.09 km² están cubiertos de agua.

## Demografía
Según el censo de 2020, en ese momento había 283 personas residiendo en la localidad. La densidad de población era de 24.35 hab./km². El 86.22% de los habitantes eran blancos, el 3.53% eran afroamericanos, el 0.71% eran asiáticos, el 2.83% eran de otras razas y el 6.71% eran de una mezcla de razas. Del total de la población, el 12.01% eran hispanos o latinos de cualquier raza.